# Rio das Almas (São Paulo)
O Rio das Almas é um rio brasileiro do estado de São Paulo. Sua nascente localiza-se na Estação Ecológica Xitué, próxima ao Parque Estadual Intervales, no município de Ribeirão Grande.
No Século XVII, foi local de extração de ouro, neste período foram feitos desvios no leito do rio com a finalidade de facilitar o garimpo. Esses desvios, em forma de muros de pedras, encontram-se perto da sua nascente até os dias atuais sendo chamados localmente de "encanados".
Seus principais afluentes na margem direita são o rio das Conchas, ribeirão Frei Bento, do Chapéu e Palácio; o ribeirão Grande, Velho, das Areias e do Poço, na margem esquerda.
Durante a Revolução Constitucionalista de 1932 foi palco de violentos combates. Nos dias atuais ainda são possíveis encontrar vestígios e objetos da época. 